# يوشي هيغيكاتا
يوشي هيغيكاتا (باليابانية: 土方与志؛ بالكانا: ひじかた よし) هو رائد ومخرج ياباني، ولد في 16 أبريل 1898 في طوكيو في اليابان، وتوفي في 4 يونيو 1959.